# Jūji Tanabe
Pas d'image ? Cliquez ici
Jūji Tanabe (田部 重治, Tanabe Jūji), né le 4 août 1884 à Toyama et mort le 22 septembre 1972, est un spécialiste de la littérature anglaise, professeur et alpiniste japonais.
Né à Toyama, il est diplômé de littérature anglaise à l'Université impériale de Tokyo, et spécialiste de William Wordsworth. Il donne des conférences aux universités de Tokyo et Hōsei.
Il effectue des ascensions dans les Alpes japonaises et les monts Okuchichibu. Il est l'auteur d'une livre intitulé Les Alpes japonaises et un pélerinage à Chichibu (日本アルプスと秩父巡礼, Nihon Alps to Chichibu junrei) en 1919, ouvrage republié sous le titre Mountagnes et ravines (山と渓谷, Yama to keikoku) en 1930.
Tanabe et le compte-tendu de son ami Ritarō Kogure (1873 - 1944) des monts Okuchichibu est devenu un classique de la littérature japonaise sur la montagne. Un monument leur est dédié au pied du mont Kinpu (金峰山, Kinpu-san), 2 599 m.